# Louis Le Lasseur de Ranzay
Louis Le Lasseur de Ranzay est un poète français né le 9 novembre 1856 à Nantes où il est mort le 3 septembre 1918.

## Biographie
Marié à sa cousine Geneviève Le Lasseur, fille du baron Charles Le Lasseur (1810-1880) et petite-fille de Joseph Perier, il est le père de l'aviateur Gilbert Le Lasseur de Ranzay (né à Paris le 26 août 1885).

## Œuvres
- Le Récit du pilote
- Jeanne d'Arc et Voltaire (1878)
- Les Mouettes (1887)
- L'Habit du maître (1891)
- Sonnets à la lune (1897)
- En exil (1900)
- Beauverger la vertu (1903)
- Dernière Campagne (1903)
- La police tolère (1903)
- Le Coup de flèche (1904)
- Les Larmes de Corneille (1906)
- Queue de vache (1909)
- Les Bonnes Hôtesses (1916)

## Filmographie partielle

### Comme scénariste
- 1914 : Vénus enlevée par Rigadin de Georges Monca